# 도요토미촌 (야마나시현)
도요토미촌(豊富村)은 야마나시현 히가시야쓰시로군에 존재했던 촌이다. 2006년 2월 20일, 인접하는 다마호정·다토미정과 신설 합병해 시로 승격해 주오시가 되었다.

## 역사
- 1874년 12월 7일 - 야쓰시로군 주변 촌돌이 합병해 도요토미촌이 되었다.
- 1889년 7월 1일 - 정촌제 시행과 함께 도요토미촌의 일부 구역으로 구성해 성립하였다.
- 2006년 2월 20일 - 나카코마군 다마호정, 다토미정과 합병해 주오시가 성립하였다. 동일 도요토미촌은 폐지되었다.

## 교통

### 도로
- 국도 140호선